# 西広瀬インターチェンジ
西広瀬インターチェンジ（にしひろせインターチェンジ）は、愛知県豊田市西広瀬町にある猿投グリーンロードのインターチェンジである。
名古屋方面のみの出入口であり、中山ICを過ぎたあとは八草ICまで降りられない。

## 接続する道路
- 豊田市道

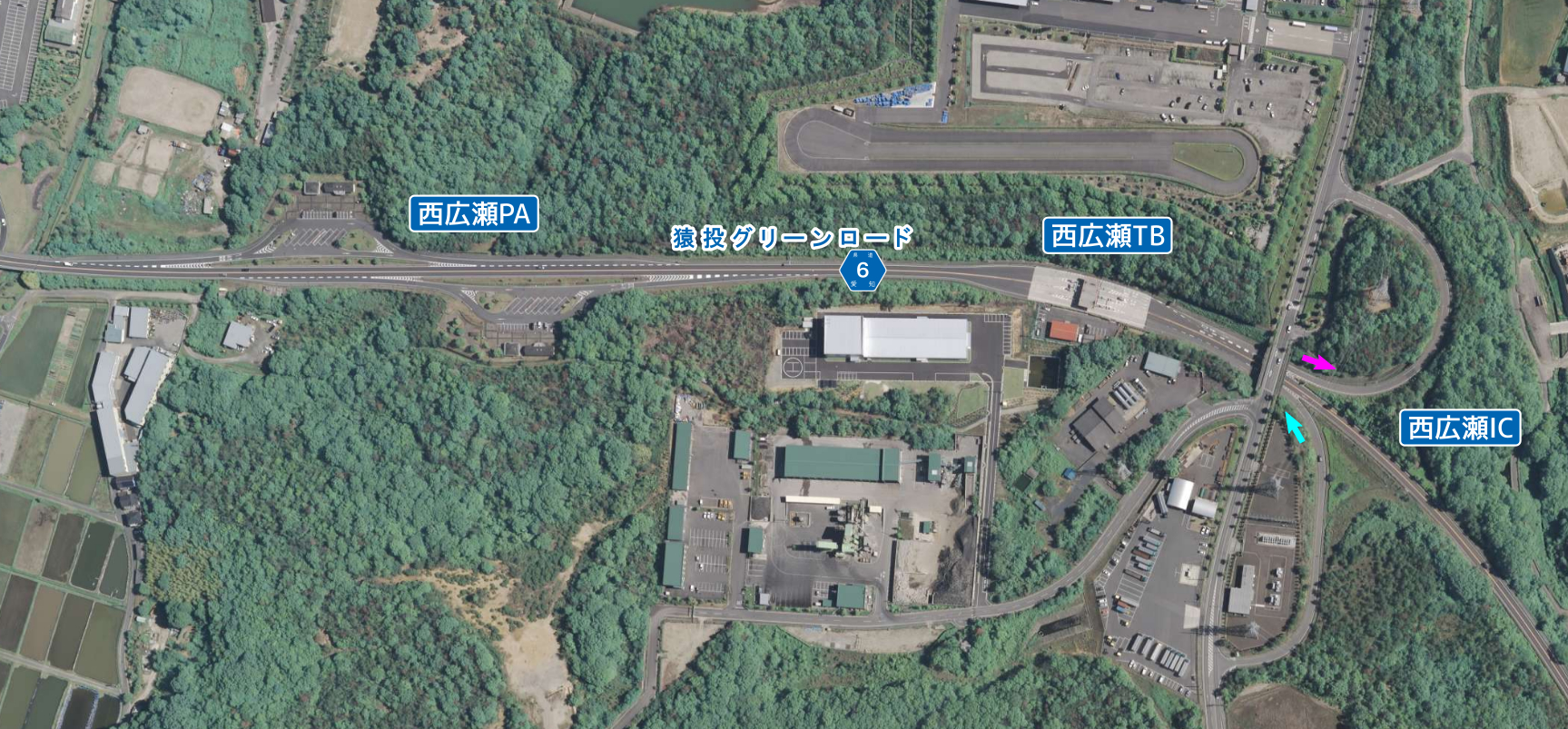
帰属：国土交通省「国土画像情報（カラー空中写真）」配布元：国土地理院地図・空中写真閲覧サービス

## 周辺
- 西広瀬工業団地
- 愛三工業

## 隣のインターチェンジ
猿投グリーンロード
中山IC - 西広瀬PA - 西広瀬TB - 西広瀬IC - 枝下IC